# Немачка јесен
Немачка јесен представља низ догађаја у Немачкој током 1977 углавном крајем године. Значајни догађаји су били отмица и убиством индустријалисте, бизнисмена и бившег припадника СС Ханса Мартина Шлејера, председника Конфедерације Асоцијација немачких послодаваца (БДА) и Федерације немачких индустрија (БДИ), од стране Фракције црвене армије (РАФ), екстремно-леве милитантне организације, као и отмица Луфтханзиног лета 181 (у Немачкој познат по имену летелице, Ландшут) од стране Народног фронта за ослобођење Палестине (ПФЛП). Захтевано је ослобађање ухапшених припадника РАФ који су се налазили у затвору Штамхајм и два Палестинца из Турске, као и 15 милиона америчких долара откупнине у замену за таоце. Атентат на главног тужиоца Западне Немачке Зигфрида Бубака 7. априла 1977, и неуспешна отмица и убиство банкара Јиргена Понта 30. јула 1977. су означили почетак немачке јесени. Догађаји су окончани 18. октобра, ослобађањем отетих из Ландшута, смртима водећих личности прве генерације РАФ у њиховим затворским ћелијама, и смрћу Шлејера.
Израз „немачка јесен” је настао из омнибус филма снимљеног 1978, Немачка у јесен, чији су сегменти обрађивали друштвену атмосферу крајем 1977, пружајући различите критичке перспективе и аргументе везане за ову ситуацију.

## Догађаји

### Убиство Зигфрида Бубака
Дана 7. априла 1977, Зигфрид Бубак, главни тужилац Западне Немачке је убијен заједно са својим возачем Волфгангом Гебелом, и путником, судским службеником Георгом Вурстером, из заседе док су путовали од његове куће у Нојреуту у Савезни суд у Карлсруеу.
Четири припадника РАФа, Кристијан Клар, Кнут Фолкертс, Гинтер Зоненберг и Бригите Монхаупт су оптужени и суђено им је због умешаности у Бубаково убиство. 2007, бивши чланови РАФа Петер-Јирген Бок и Ферена Бекер су тврдили да је још један бивши члан РАФа, Стефан Висниевски пуцао из пиштоља који је убио Бубака.

### Отмица и убиство Јиргена Понта
Дана 30. јула 1977, Јирген Понто, шеф Дрезденске банке, је убијен у својој кући у Оберурселу, током отмице која је кренула по злу. Умешани су били Бригите Монхаупт, Кристијан Клар и Сузан Албрехт, која је била сестра Понтове кумице.

### Отмица и убиство Ханса Мартина Шлејера
Дана 5. септембра 1977, „командоска јединица” РАФа је напала аутомобил у коме се возио Ханс Мартин Шлејер, тадашњи председник Немачке асоцијације послодаваца у Келну. Његов возач, Хајнц Марциш, је морао нагло да кочи када су се дечија колица одједном појавила на улици испред његовог аутомобила. Возило из полицијске пратње које се налазило иза њих није успело да укочи на време, и ударило је у Шлејеров ауто. Четири или пет маскираних припадника РАФа су кренули да пуцају из аутоматског оружја у два возила, убивши Марциша и полицајца Роланда Пилера, који се налазио на задњем седишту Марцишовог аута. Возач полицијског возила из пратње, Рајнхолд Брендле, и трећи полицајац, Хелмут Улмер, који је био у другом возилу су такође убијени. Брендле и Пилер су погођени са преко двадесет метака. Шлејер је отет и држан у изнајмљеном стану близу Келна. Натеран је да апелује на немачку владу левог центра Хелмута Шмита да размени припаднике „прве генерације” РАФа, који су били у затвору за њега. Полиција није успела да лоцира Шлејера. 18. октобра 1977, три заробљена припадника РАФа је нађено мртво у својим ћелијама. Као реакција, Шлејер је одведен из Брисела и убијен на путу за Милуз у Француској. Његово тело је остављено у пртљажнику црног аудија 100. Након што су отмичари дојавили новинарима локацију, тело је пронађено 19. октобра.

### ОтмицаЛандшута
Када је постало јасно да влада није вољна да разматра даље размене заробљеника, имајући у виду искуство током киднаповања Петера Лоренца две године раније, РАФ је покушао да изврши додатни притисак на владу Западне Немачке отмицом Луфтханзиног авиона Ландшут 13. октобра 1977, уз помоћ савезничке палестинске групе ПФЛП. Након дугачке одисеје по Арабијском полуострву, и егзекуције капетана Јиргена Шумана, отмичари су са таоцима слетели у Могадиш, главни град Сомалије.
Након политичких преговора са председником сомалије Сијадом Бареом, влади Западне Немачке је било допуштено да изврши напад на авион. Напад је 18. октобра извела специјална јединица ГСГ 9, која је формирана након Талачке кризе током Минхенске олимпијаде 1972. Само један припадник ГСГ 9 и један члан посаде су повређени, а од отмичара је преживела само Соухаила Андравес.
Исте ноћи, троје заробљених припадника РАФа – Гудрун Енслин, Јан-Карл Распе и Андреас Бадер – су нађени мртви у својим ћелијама.
Закључак званичне истраге о смрти припадника РАФа у затвору је био да су починили самоубиства: Бадер и Распе су користили пиштоље које је у затвор максималне безбедности Штамхајм прокријумчарио њихов адвокат Арнд Милер, док се Енслин обесио. Ирмгард Мелер, која је била у затвору са њима је преживела четири убода ножем у груди. Она је касније тврдила да су ова „самоубиства” у ствари била „вансудске егзекуције”. 12. новембра 1977 Ингрид Шуберт је нађена обешена у својој ћелији.

### Цитати
1. ↑  Time, 15 August 1977.
2. ↑  Herf 2008, стр. 13.
3. ↑  Smith & Moncourt 2008, стр. 22–24.
4. ↑  Eager 2008, стр. 66.